# Ecuador-Konflikt 2024

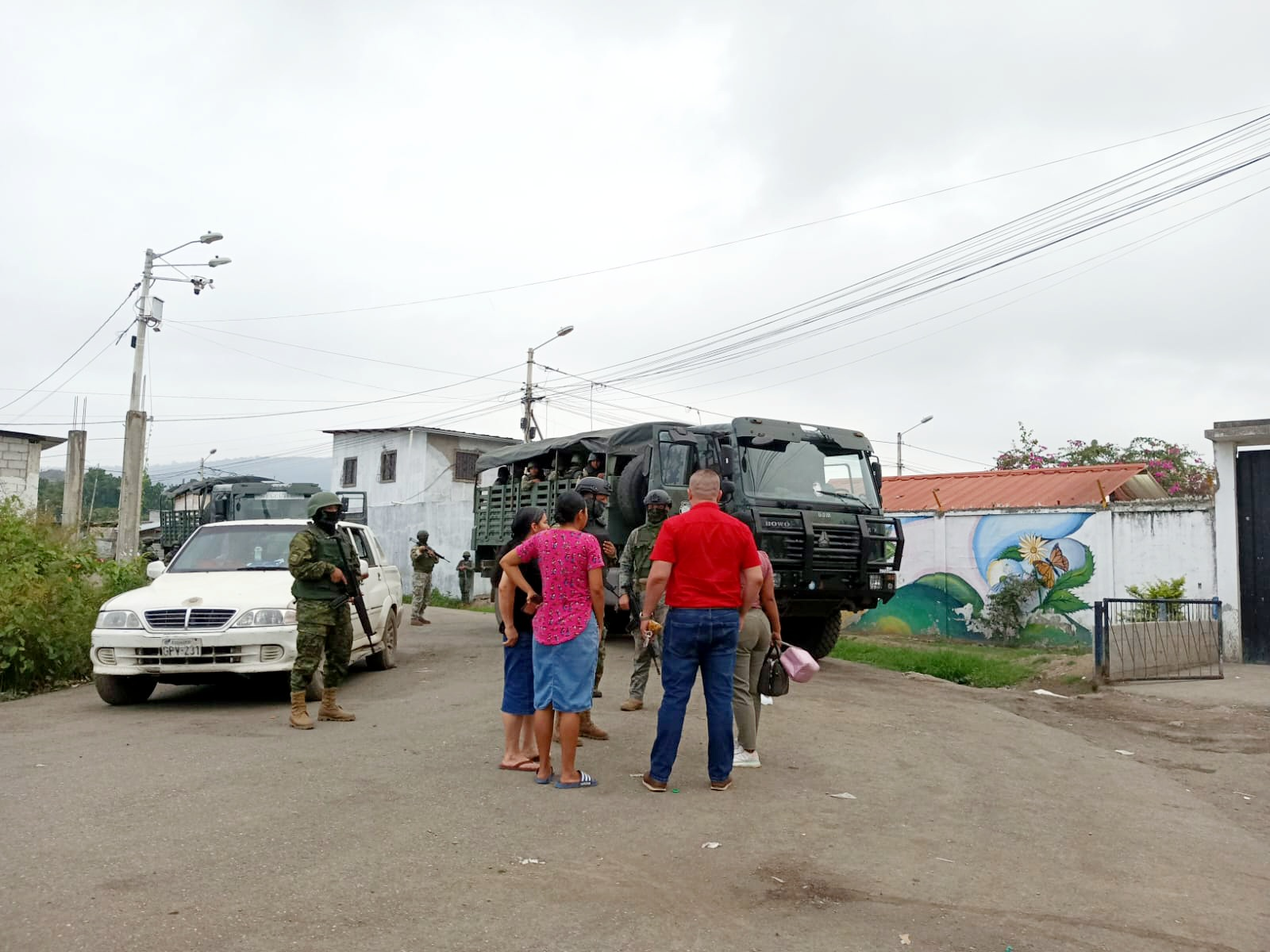
Ecuadorianisches Militär am 13. Januar

Der Ecuador-Konflikt 2024 ist die Eskalation eines anhaltenden bewaffneten Konflikts zwischen der ecuadorianischen Regierung und organisierten kriminellen Gruppen im Land. Angesichts des bewaffneten internen Konflikts rief der ecuadorianische Präsident Daniel Noboa Anfang Januar 2024 den Ausnahmezustand aus und ordnete einen Militäreinsatz gegen die Drogenbanden an.

## Hintergrund
Ecuador liegt zwischen Kolumbien und Peru, den beiden größten Kokainproduzenten der Welt. Es verfügt über eine vergleichsweise gut ausgebaute Infrastruktur und in der Provinzhauptstadt Guayaquil über einen bedeutenden, großen Hafen, dessen Kontrolle nicht gelingt. Bis 2016 kontrollierte die kolumbianische Guerilla FARC den Kokainschmuggel von Kolumbien nach Ecuador. Nachdem die FARC in jenem Jahr ein Friedensabkommen mit der kolumbianischen Regierung unterzeichnet und sich aus den Drogenanbaugebieten zurückgezogen hatte, übernahmen von abtrünnigen FARC-Mitgliedern gegründete Gangs den Kokainschmuggel. Weil außerdem die kolumbianische Regierung den Schmuggel über die eigenen Häfen und Flughäfen erschwerte, führte dies dazu, dass noch mehr Drogen durch Ecuador transportiert werden.
In Ecuador festigen kriminelle, mafiöse Organisationen seit Jahren ihren Einfluss in Gesellschaft, Polizei und Verwaltung. Die Gefängnisse des Landes sind teilweise durch kriminelle Organisationen kontrolliert, und es kommt dort wiederholt zu Auseinandersetzungen mit Hunderten Toten jährlich. Neben den Sicherheitsbehörden gelten auch weite Teile der Justiz als von Kartellen unterwandert.
Im Mai 2022 wurde der Anführer eines Drogenkartells, Leandro Norero, inhaftiert. Im Zuge der Ermittlungen wurden Geldwäschevorgänge aufgedeckt, in die auch Regierungsbeamte involviert waren. Norero konnte auch weiterhin aus dem Gefängnis die mafiösen Geschäfte koordinieren.
Im Oktober 2023 wurde Daniel Noboa zum Präsidenten gewählt, er hatte im Wahlkampf angekündigt, gegen die organisierte Kriminalität vorgehen zu wollen. Er trat das Amt am 23. November 2023 an. Im Dezember 2023 führte die Regierung von Noboa die landesweite Operation Metastasis durch, bei der 31 Richter, Staatsanwälte, Anwälte, Polizisten und Verwaltungsmitarbeiter verhaftet wurden, die mit Gruppen der organisierten Kriminalität kooperiert hatten. Sieben gesuchte Personen konnten sich dem Zugriff entziehen.
Im Januar 2024 kündigte Noboa an, ein Hochsicherheitsgefängnis im Amazonasgebiet bauen zu lassen.

## Ablauf
Am 7. Januar 2024 floh der Anführer des Drogenkartells Los Choneros, José Adolfo Macías Villamar, auch genannt „Fito“, aus dem Gefängnis in der Stadt Guayaquil, am selben Tag, an dem er in ein Hochsicherheitsgefängnis verlegt werden sollte. Die Vorfälle wurden am nächsten Tag von den Behörden gemeldet und gegen die beiden Wachen wurde Strafanzeige erstattet. Wenig später gelang auch dem Chef der Verbrecherbande Los Lobos, die mit Los Choneros im Stellvertreterkrieg steht, die Flucht aus einem ecuadorianischen Gefängnis.
Nach der Flucht rief Präsident Daniel Noboa den Ausnahmezustand aus, der 60 Tage andauern sollte. Damit wurde es gesetzlich möglich, die Streitkräfte gegen die Organisierte Kriminalität einzusetzen. 22 kriminelle Banden wurden zu terroristischen Organisationen erklärt. In vielen Gefängnissen Ecuadors kam es zu Unruhen. Soldaten stürmten Gefängnisse, die sich in der Hand von Gangs befanden, und patrouillierten in den Innenstädten von Guayaquil und der Hauptstadt Quito. Mehr als 2000 Menschen wurden festgenommen.
In der Nacht des 8. Januar wurden in Quito und Quevedo vier Polizisten entführt.
Am 9. Januar brachen bewaffnete Männer von Los Choneros in ein Fernsehstudio von TC Televisión in Guayaquil ein, wo sie während einer Live-Nachrichtenübertragung Journalisten als Geiseln nahmen. Die Geiselnahme konnte wenig später unblutig beendet werden. Gleichzeitig nahm eine andere Gruppe Polizisten als Geiseln und zwang sie, als Reaktion auf den ausgerufenen Notstand eine Erklärung zu verlesen. Auch auf dem Campus der Universität von Guayaquil kam es zu einer Entführung. Es wurden zahlreiche Angriffe auf Zivilisten gemeldet. Kriminelle verübten einen bewaffneten Angriff auf ein Einkaufszentrum in Guayaquil, bei dem zwei Menschen starben. Videos, die die Hinrichtung von Gefängniswärtern zeigten, kursierten im Internet. Andere Kriminelle forderten einen Dialog mit Präsident Noboa und drohten damit, weitere Wärter zu töten.
Ebenfalls am 9. Januar, kurz nach dem Vorfall in dem Fernsehstudio, rief Präsident Noboa den Zustand des Bürgerkriegs aus und genehmigte Militäreinsätze im Inland zur Bekämpfung der bewaffneten Banden.
Am selben Tag wurden landesweit Banken, Märkte und Geschäfte in Städten wie Quito, Guayaquil und Los Valles geschlossen, um Händler und Kunden vor bewaffneten Angriffen zu schützen.
Am 13. Januar wurden 177 festgehaltene Mitarbeiter der Justizvollzugsanstalten freigelassen.
Am 17. Januar wurde der zum Überfall auf die TV-Station am 9. Januar ermittelnde Staatsanwalt erschossen.
Am 22. Januar wurde der Anführer der kolumbianischen Farc-Splittergruppe Oliver-Sinisterra-Front Carlos Arturo Landázuri Cortés (alias El Gringo) in Ecuador verhaftet. Im Nachbarland Kolumbien war er einer der meistgesuchten Kriminellen.

## Reaktionen
In einem von Präsident Daniel Noboa erlassenen Dekret erklärte er am 9. Januar 2024, dass es im Land einen „internen bewaffneten Konflikt“ gebe und wies die Streitkräfte an, Militäreinsätze zur Neutralisierung „terroristischer Organisationen und aggressiver nichtstaatlicher Akteure“ durchzuführen.
Bei einem Referendum am 21. April 2024 sprach sich eine große Mehrheit der Abstimmenden in Ecuador für einen härteren Kurs gegen die organisierte Kriminalität aus. In neun der elf Fragen, die den Wählern vorgelegt worden waren, erhielten vorgeschlagene Maßnahmen von Präsident Noboa eine durchschnittliche Zustimmung von 65 Prozent. Zu den demnach angenommenen Vorschlägen gehören der Einsatz des Militärs bei der Bandenbekämpfung, geringere Hürden für die Auslieferung von Straftätern und lange Haftstrafen für verurteilte Straftäter der Organisierten Kriminalität, Mörder, Entführer, Drogenhändler, Waffenschmuggler, Geldwäscher u. a.